# ナポリ料理
ナポリ料理には、アラゴンやフランスの場合のように、ナポリや王国を支配した異なる文化の影響により何世紀にもわたって豊かにした、古代ギリシャ・ローマ世界時代に遡る古代の歴史的な根源がある。
ナポリがナポリ王国の首都であったことから、農村部の材料（パスタ、野菜、チーズ）や海鮮料理（魚肉、甲殻類、軟体動物）の間を取り持ちながらナポリの料理は、カンパニア州全域の料理の伝統から多くを取り入れた。膨大なレシピは、ティンバッロや非常に入念に調理したパスタや米の料理サルトゥーディリソ、パスタ・エ・ファジョーリ（豆入りパスタ）などの野菜入りパスタ料理のように高くないが栄養学的に健康な食材で調理する大衆の伝統から来る料理のように地元の貴族の料理に影響されている。

## 歴史的背景

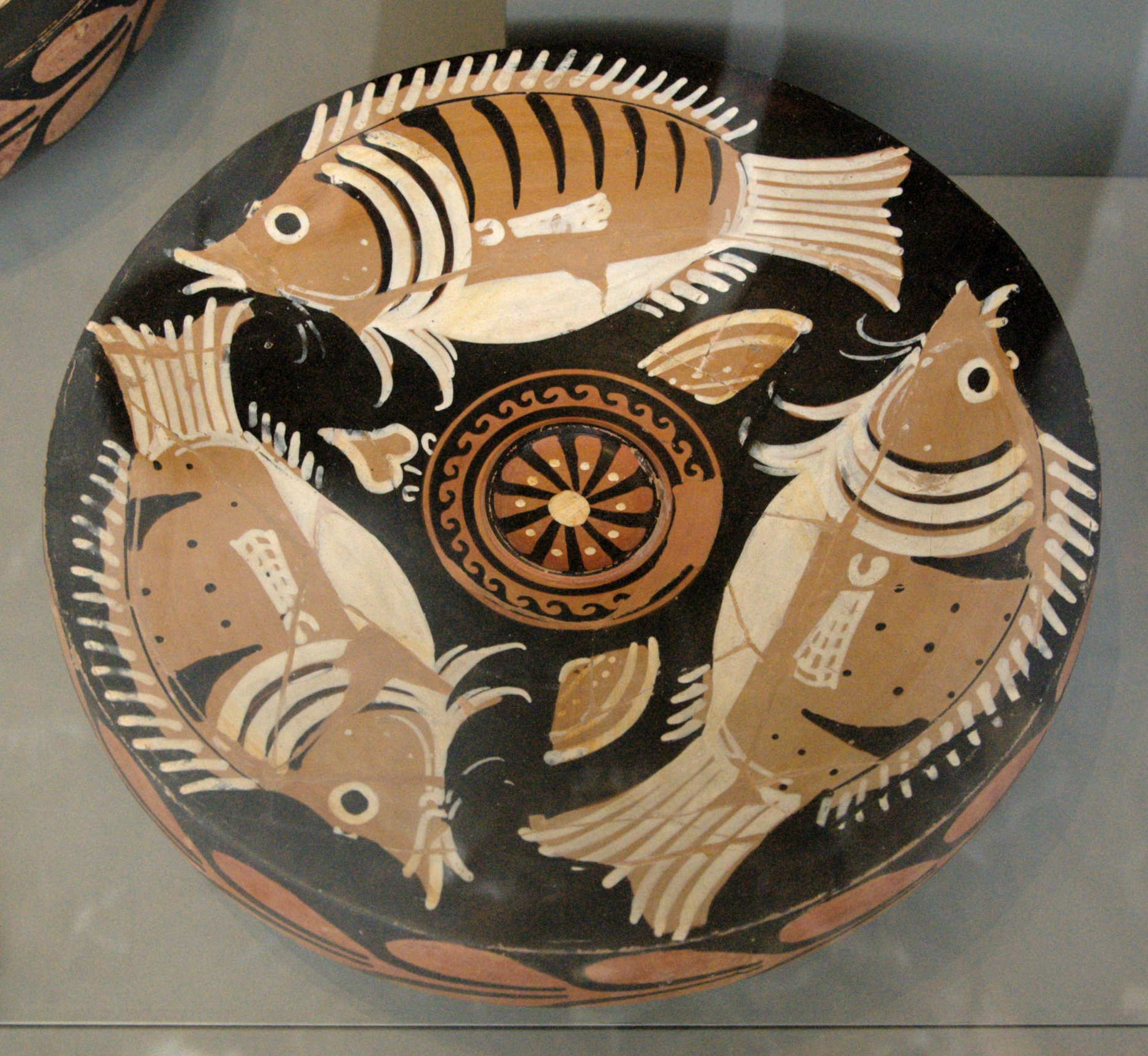
プッリャ州の赤く彩られた魚をモチーフにした皿：紀元前340年

ナポリには、ナポリ自体がローマなどの世界のその地域の他の多くの都市に先行する、何世紀にもわたる歴史がある。ギリシャやローマ、ゴート族、東ローマ帝国、フランスやスペインの数十人の王の継承者の支配を持ちこたえてきた。それぞれの文化は、食事がナポリやカンパニア州自体で調理される方法に足跡を残した。

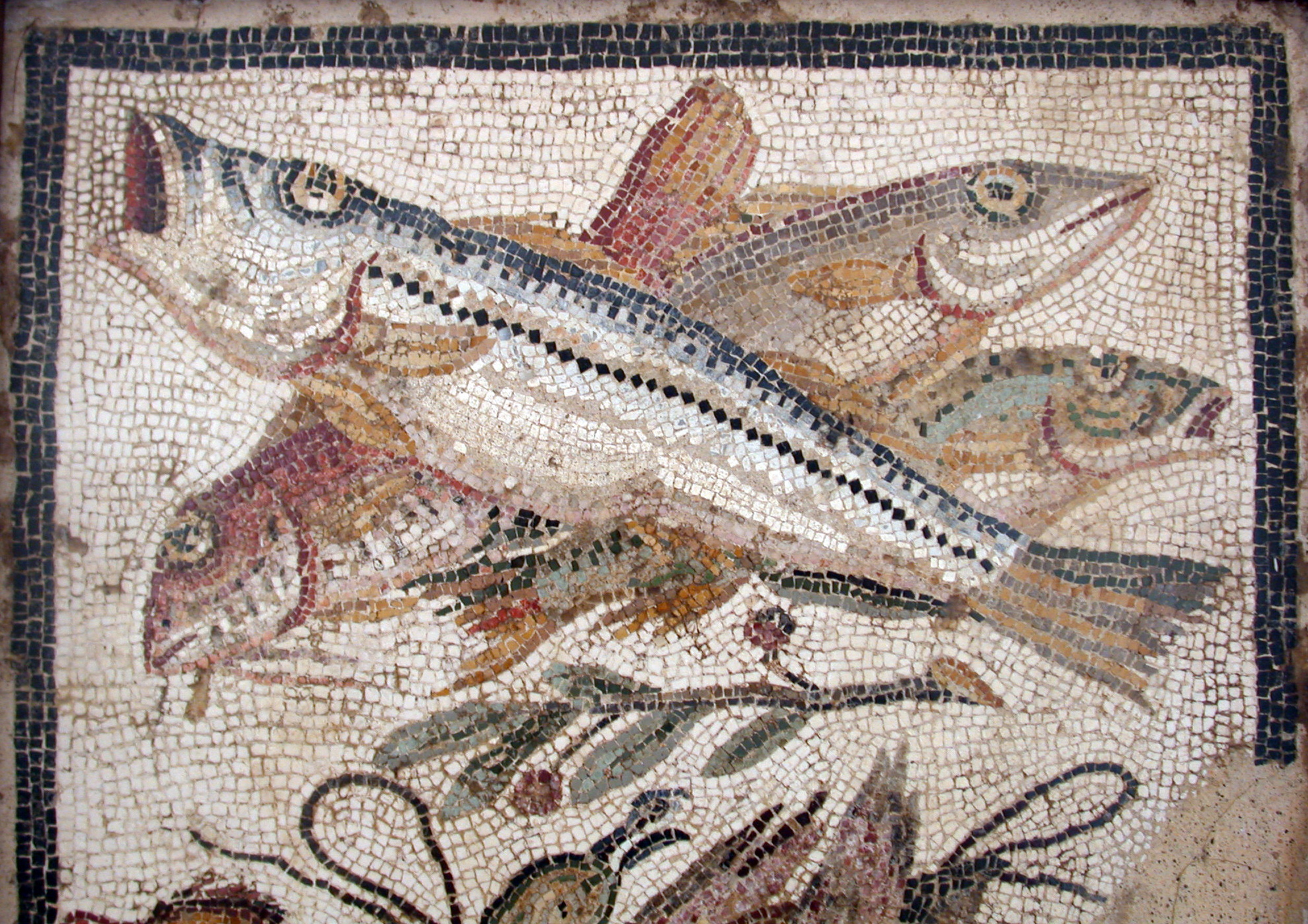
ポンペイで発見されたモザイクの魚：ナポリ国立考古学博物館

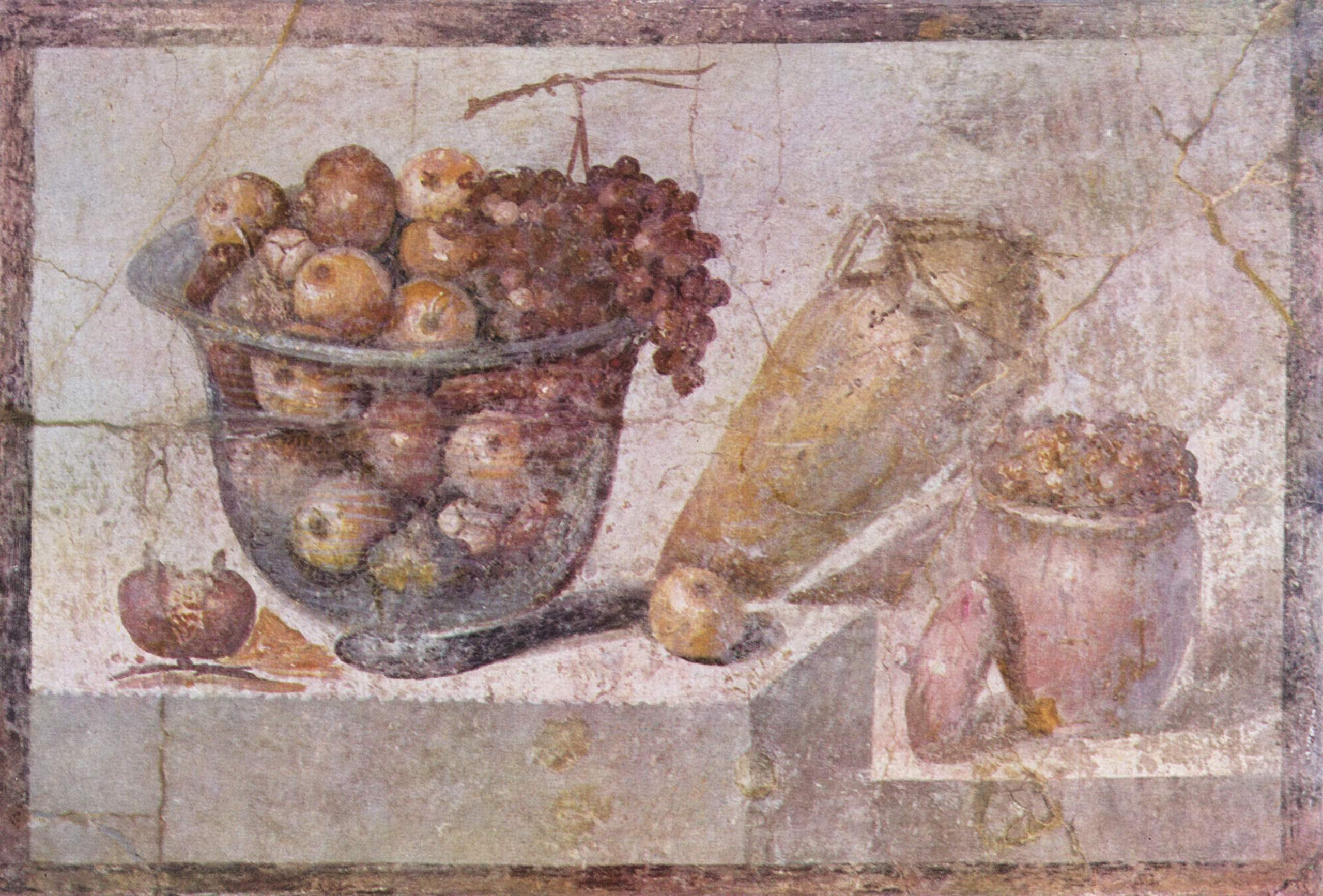
果物のあるポンペイのフレスコ画

現代の料理の伝統と古代ギリシャ・ローマの料理の伝統の間の関係を見出すのは、常に容易ではない。古典的な料理の嗜好の痕跡にマグナ・グラエキア（南イタリア）で発見されるギリシャが支配した時代の皿は、海鮮料理がこの時代に重宝された証拠である魚や軟体動物を描いている。ポンペイのフレスコ画は、イチジクやザクロで満たされたフルーツバスケットを描いている。ヴィッラポッペアエアのオプロンティスの遺跡から未知の食材であるケーキのフレスコ画が出土している。

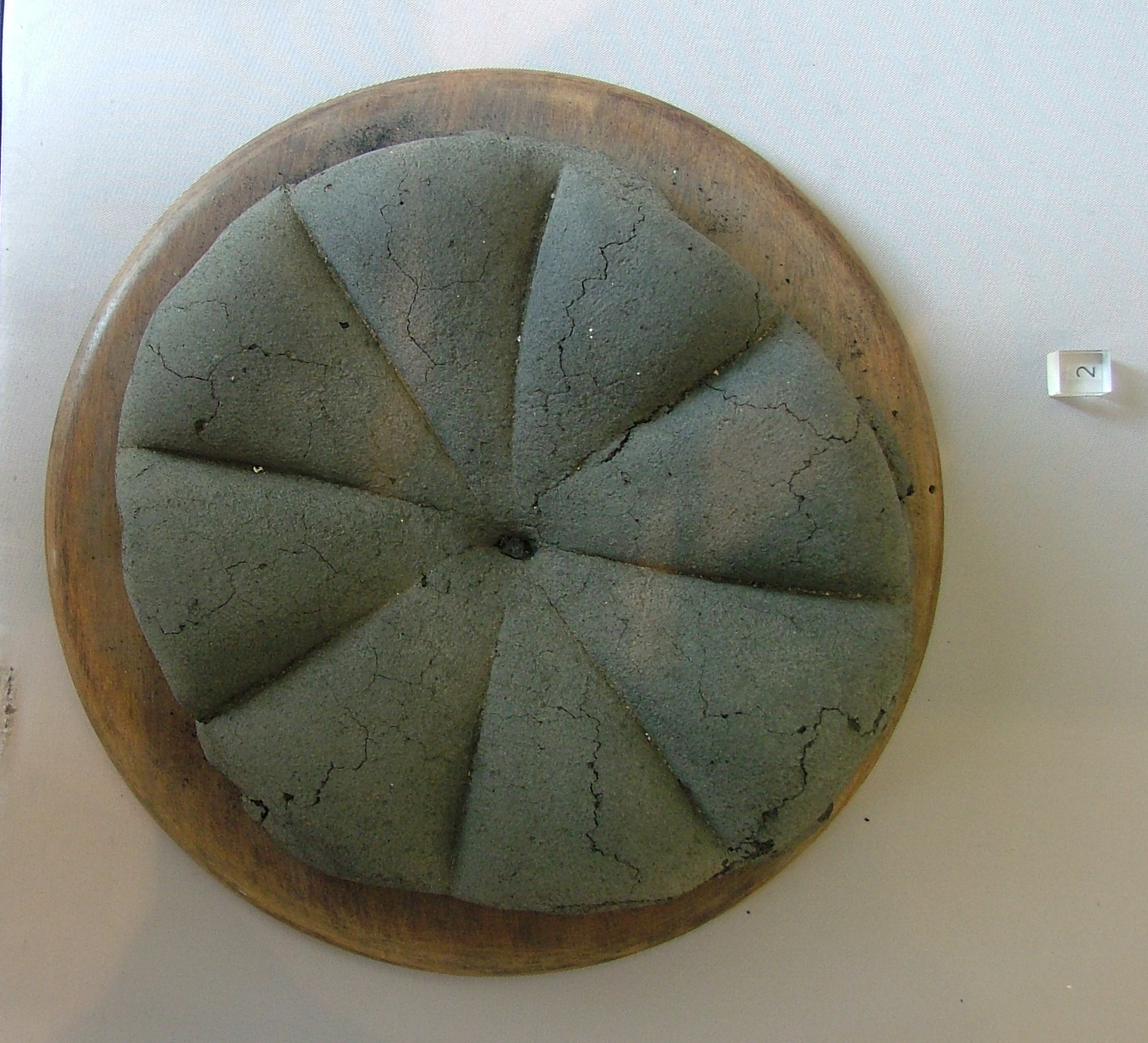
ポンペイで発見された炭化したパン

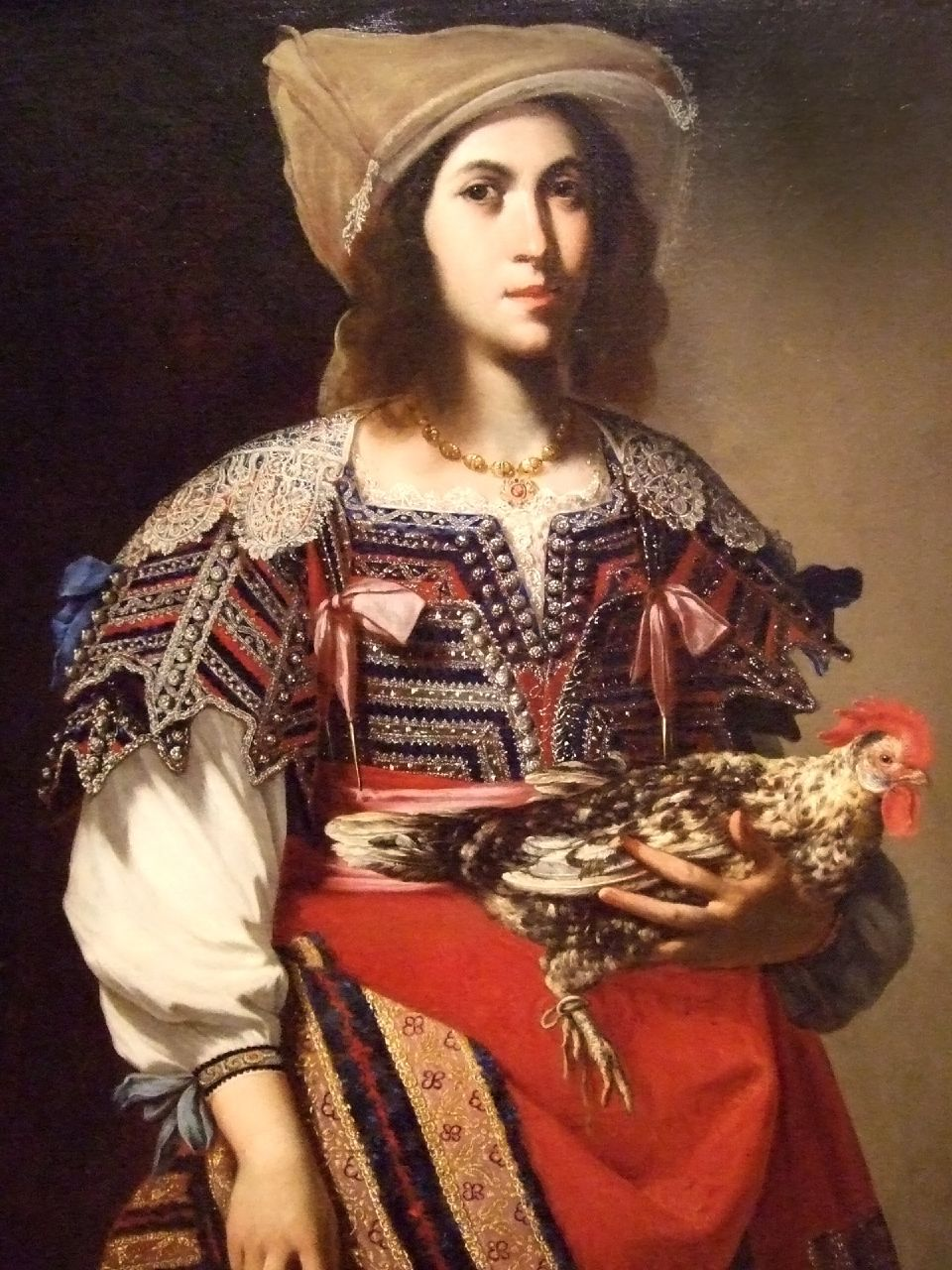
ナポリの画家マッシモ・スタンツィオーネが鶏肉を持つ地元の晴れ着の女性にポースをとらせている（1635年）。通常金持ちだけが鶏肉を食べた。

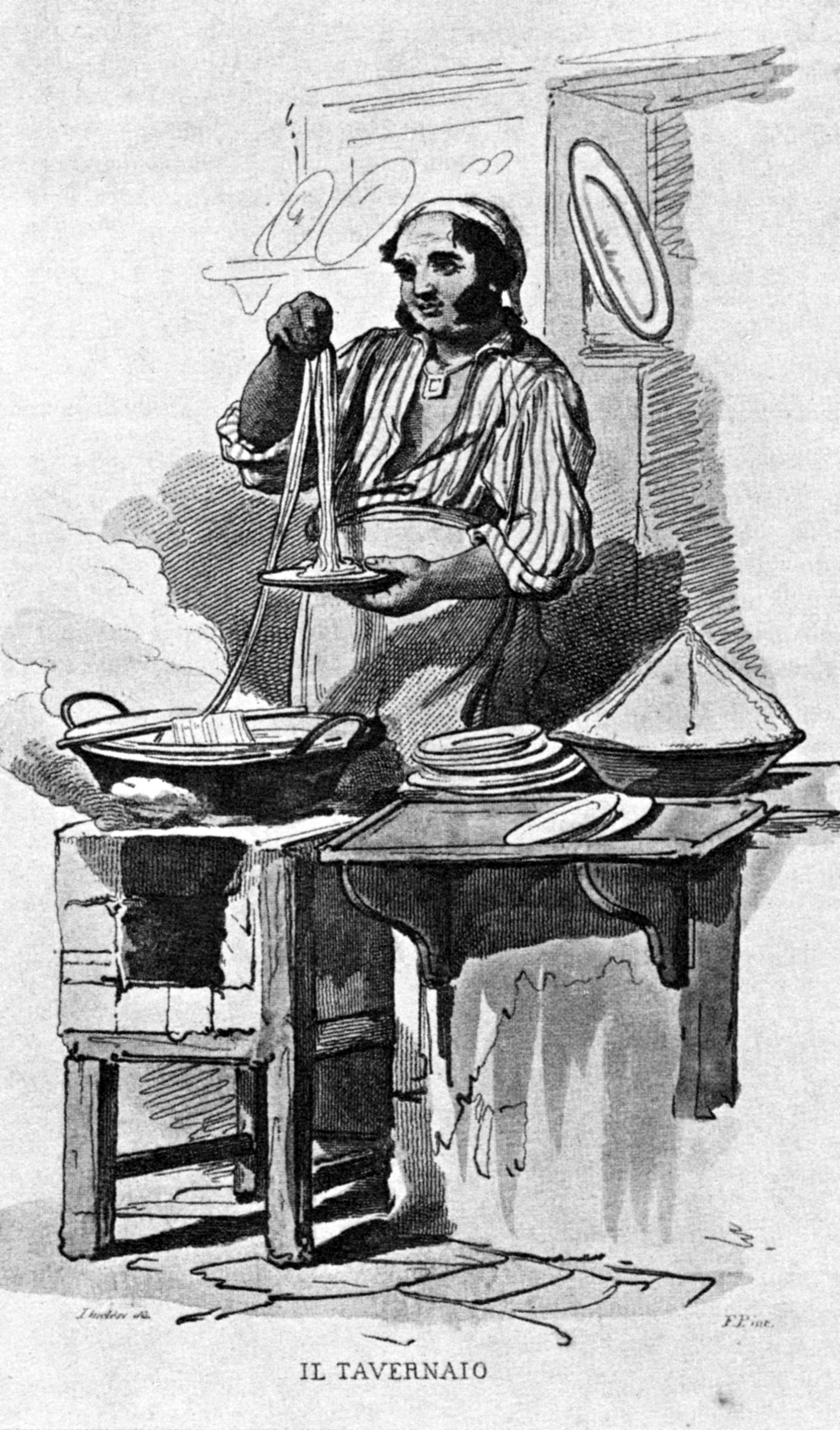
Il tavernaio（居酒屋）と題するテオドロ・デュクレール（1816年-1869年）による原画からのリトグラフ

ローマのガルムは、ケタラに特有の現代のコラトゥラディアリチに用いられる物に最も近い古代のソースである。ピッツァディスカロラ（エンダイブパイ）やブラチオレアルラグー（ラグーソースのミートロール）のように塩辛い料理にレーズンを使いながら『アピキウス』が表現したローマの料理に特有の甘酸っぱい味覚に由来するとすることができる。復活祭に特有の現代のパスティエラケーキにコムギを使うのは、元々春分頃に祝うアルテミスやキュベレー、ケレースの礼賛や多産の祝いに関連する象徴的な意味があったかもしれない。クリスマスケーキであるストゥルッフォリという名前は、（「丸形」を意味する）ギリシャ語στρόγγυλοςから来ている。
ナポリのスペインとフランスの王家は、貴族階級の料理と貧困階級の料理の違いに着手した。前者は精巧で更に国際的な料理や肉などの大量の高価な食材で彩られた。貧困階級は安くて地元で育った食品（穀物や野菜）を用いた。元々の質素な食材を保存する一方で、今日貧困階級の伝統的なレシピが良い品質と味覚を手に入れるために、このことは幾世紀にもわたって彩られ、貴族階級の料理の影響に触れることになった。
ナポリの宮廷の最も有名なシェフの一人は、ヴィンセンツォ・コッラドであった。
後に地中海料理の最高の例の一つとして疫学者に言及されるナポリの料理の栄養学上の価値が1950年にアメリカの疫学者アンセル・キーズにより発見された。

## 典型的な食材

### パスタ

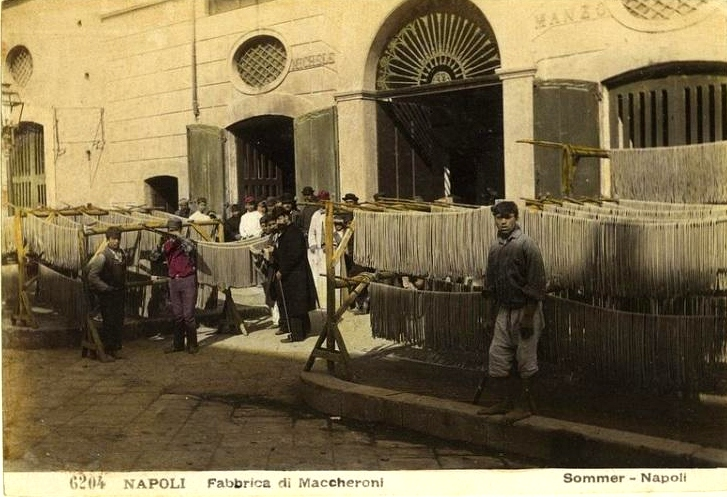
ジョルジオ・ソンメル（1834年-1914年）：「Napoli - Fabbrica di maccheroni」（撮影後の彩色。カタログ番号：6204

多彩なナポリのパスタがある。パスタはナポリで発明された物ではないが、最高品質の一つは、首都から数キロのグラニャーノとその近郊で発見されている。乾燥し保存する技術と共にパスタの工場生産が始まったのもここであった。主要な食材は、柔らかい小麦より扱いが難しいデュラムコムギであるために、家で作るパスタが一般的な北イタリアより工場生産は大きな成功を収めた。柔らかいパスタに寛容でない一方でナポリでは伝統的にパスタは「固ゆで」でなければならない。
スパゲッティやリングイネに加えて最も大衆的なパスタは、料理前に手で割り普通ナポリタンラグーにトッピングする長いパイプ型のパスタパッケリやジティである。野菜付きのパスタも、現在別個の種類のパスタとして工場で生産されたが異なる種類のパスタの一部として作られ嘗ては安く売られたパスタミスタ（ナポリ語でpasta ammescata）と共に通常調理されている。
穀粉やジャガイモと共に調理する手作りのニョッキは、ジャガイモに対するナポリ人の高慢さに打ち勝つ大衆的な方法になっている。1949年、W・H・オーデンはイスキアのフォリオからイーゴリ・ストラヴィンスキーに「フォリオは我々がみすぼらしい貧乏人の印とするジャガイモを食べることから狂人と思っている」と書いた。このことを伝えて長くナポリに住むフランシス・スティーグマラーは、「ジャガイモの代わりに殆どチーズやハムなどの食材が圧倒している」フランス風のガットーについて述べている。シャラテッリのように現代風にアレンジされたパスタにも大衆化してきている物がある。

### トマト

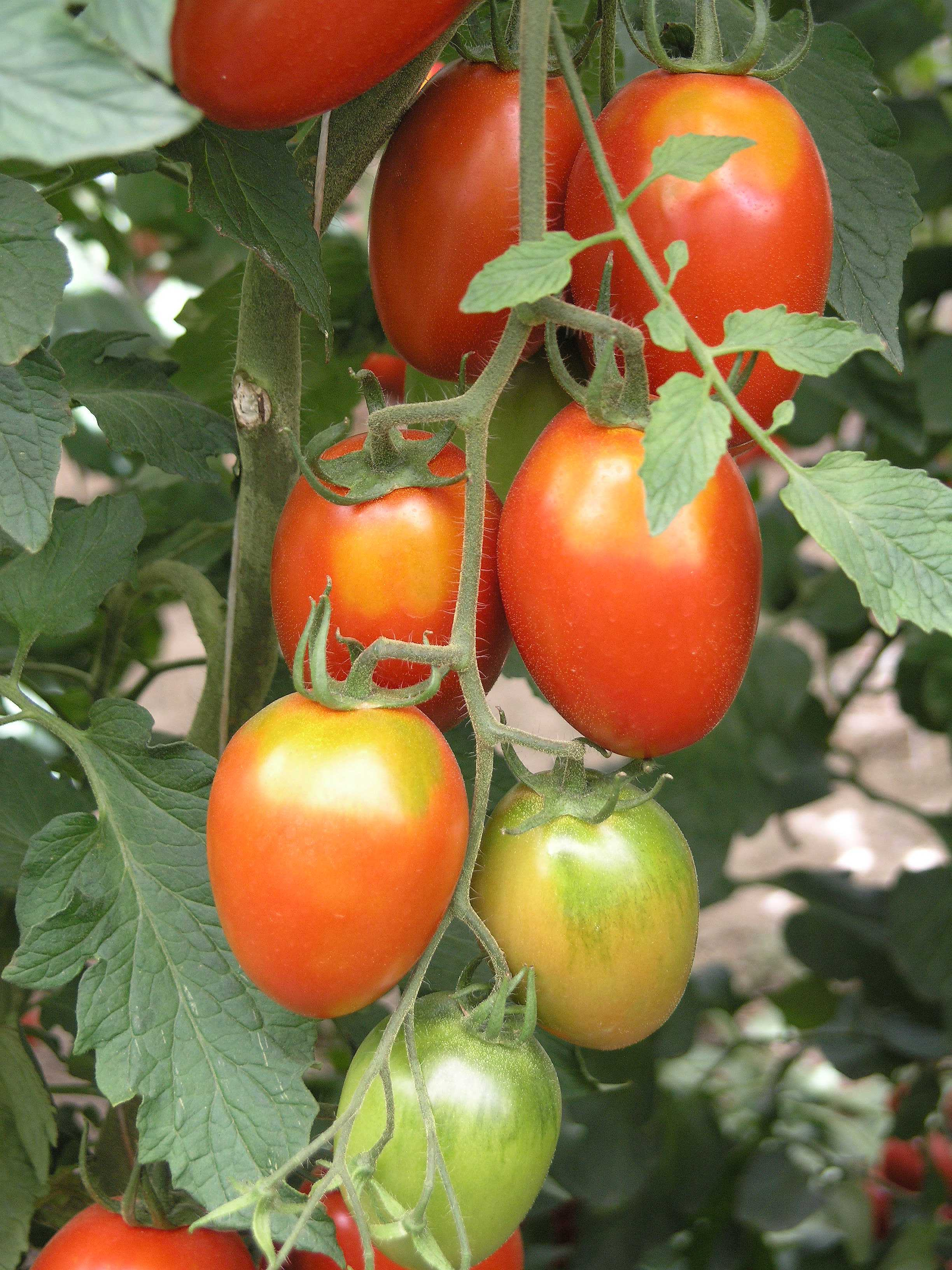
ピエンノロに用いるトマトの品種

トマトは18世紀にナポリの料理の仲間入りをした。トマトを保存する産業は、有名なペラティ（皮をむいたトマト）やコンセントラト（トマトペースト）の世界のあらゆる地域への輸出の結果として19世紀のナポリで始まった。トマトの保存には瓶詰めトマトジュースや刻みトマトといった方法が伝統的に数種類ある。有名なコンセルヴァ（天日干しの濃縮ジュース）トマトは、長時間調理し、滑らかな歯応えのある濃い赤色のクリームになる。

### 野菜
パルミジャーナ（ナスパイ）やペペロニリピエニ（詰め込んだ胡椒）のように野菜を使うカンパニア州の料理には正にテーブルの花形となり得るものがある。最も特徴的な製品にミネストラ・マリタータを調理するのに使うフリアリエッリ（地元の多彩なブラッシカ・ラパ）、エンダイブ、二種類のエンダイブ、数種類のブロッコリー、ヴェルザ（サヴォイキャベツ、様々なブラッシカオレラセアサバウダ）などがある。異なる種類の豆やヒヨコマメなどの豆果は、非常に大衆的である。
ズッキーニは広く用いられていて、一番の例は、酢や新鮮なミントで揚げるものである。ズッキーニの雄花は、塩入練り粉の中で揚げることができる（シュリッリ）。
普通の赤い胡椒や黄色い胡椒は、広く用いられていて、地元の多彩な小さな緑色の（辛くない）胡椒ペペロンチーニヴェルディは、通常揚げ物に使われる。
サラダは多くの料理、特に海鮮料理の添え物である。多くのパリッとしたレタスは、ニンジンやウイキョウ、エルカヴェシカリア（嘗ては自生し、余り見栄えのしないスベリヒユと売られた）、今日では非常に珍しくなりほぼ完全に丸い甘くなったものに置き換わった伝統的に長く辛いハツカダイコンと混ぜ合わせる。
ナポリ料理で使われる黒オリーブは、常にガエータ産である。
第二次世界大戦中に貧しい家庭で余り魅惑的でない食材を使うのは珍しいことではなかった。ソラマメやエンドウの中身のないさやで料理したパスタの調理法が報告されている。

### チーズ

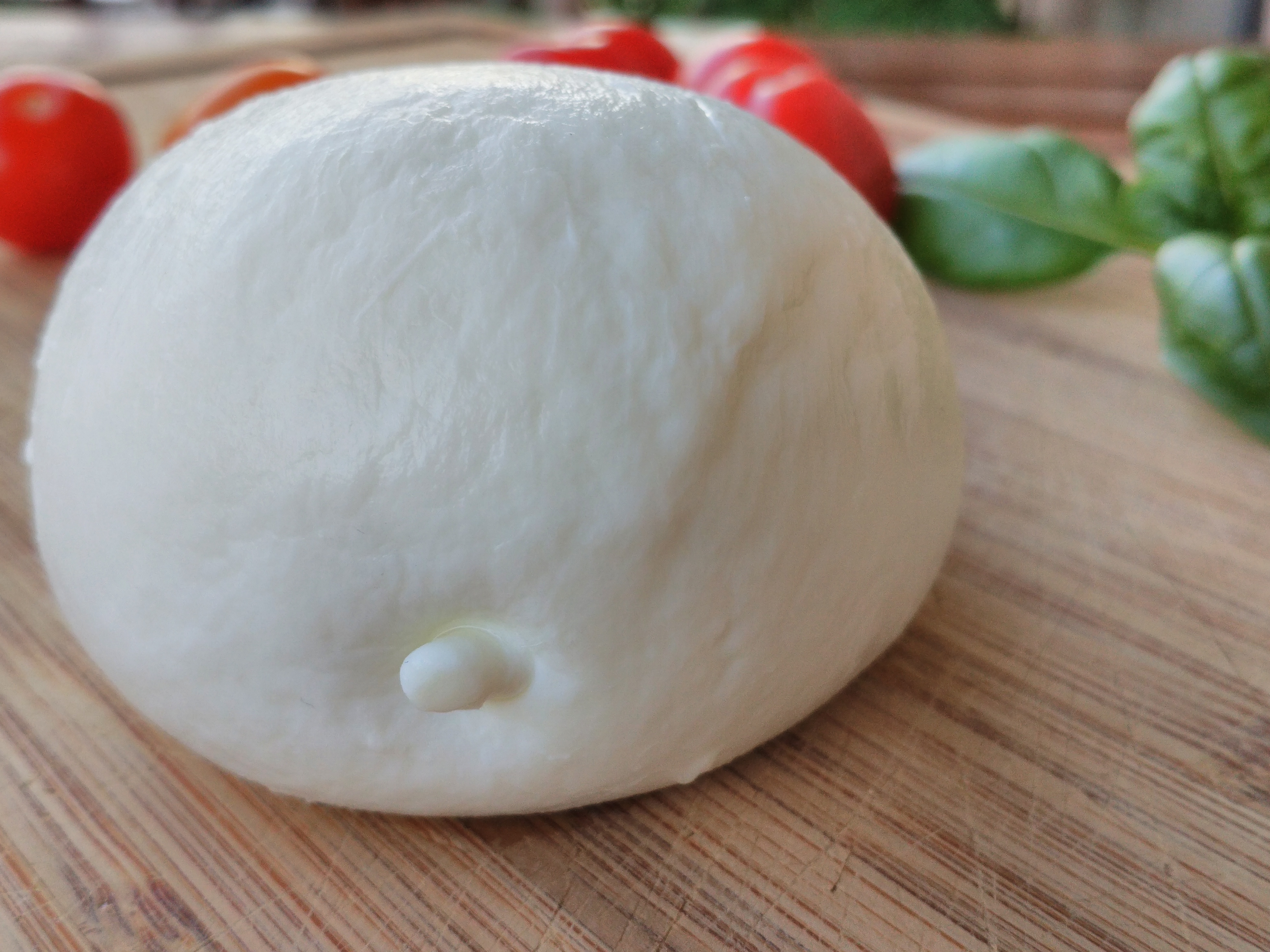
モッツァレッラ・ディ・ブーファラ・カンパーナ

柔らかいチーズ、年季の入ったチーズ共にイタリアの料理の重要な要素で、ナポリ料理においてもその立場を保持している。一部の調理法は、非常に古いローマの伝統に由来している。最も新鮮なものから初めて、使われるものは大体以下の通りである。
- リコッタディフセッラ（イタリア語版）：非常に新鮮で軽く、元々手製のかごで売られていた。一般に一部のパスタの具として現在使われている。
- リコッタフレスカ：新鮮なまま食べたり添え物の食材として用いたりする。（例えばナポリタンラグーと共にパスタのトッピングとして）
- リコッタサラダ（イタリア語版）：塩辛くいささか年季が入っていて、復活祭に特有のものである。
- 非常に上品な味わいのソレントの半島のカチョッテッラフレスカ
- モッツァレッラ・ディ・ブーファラ・カンパーナ：水牛の牛乳から作りアヴェルサ地区とセレ（英語版）川の平原で殆ど生産される新鮮なチーズ
- モッツァレッラ：乳牛の牛乳から作られ、アジェーロラ地区で作られるものが最高である。
- プロヴォローネアッフミカタ：外は薄茶色に中は黄色っぽくオーク材でいぶして香りを付けたフィオルディラッテ
- ボッコンチーニデルカディナレまたはブッリエッリ：クリームか牛乳に浸した粘土製の鍋で調理する小さなモッツァレッラ
- スカモルツァ：白または燻製
- ブッリニディソレント：バター入りの小さなプロヴォローネチーズ
- プロヴォローネ：異なる年代のカチョカヴァッロ

### 海鮮料理

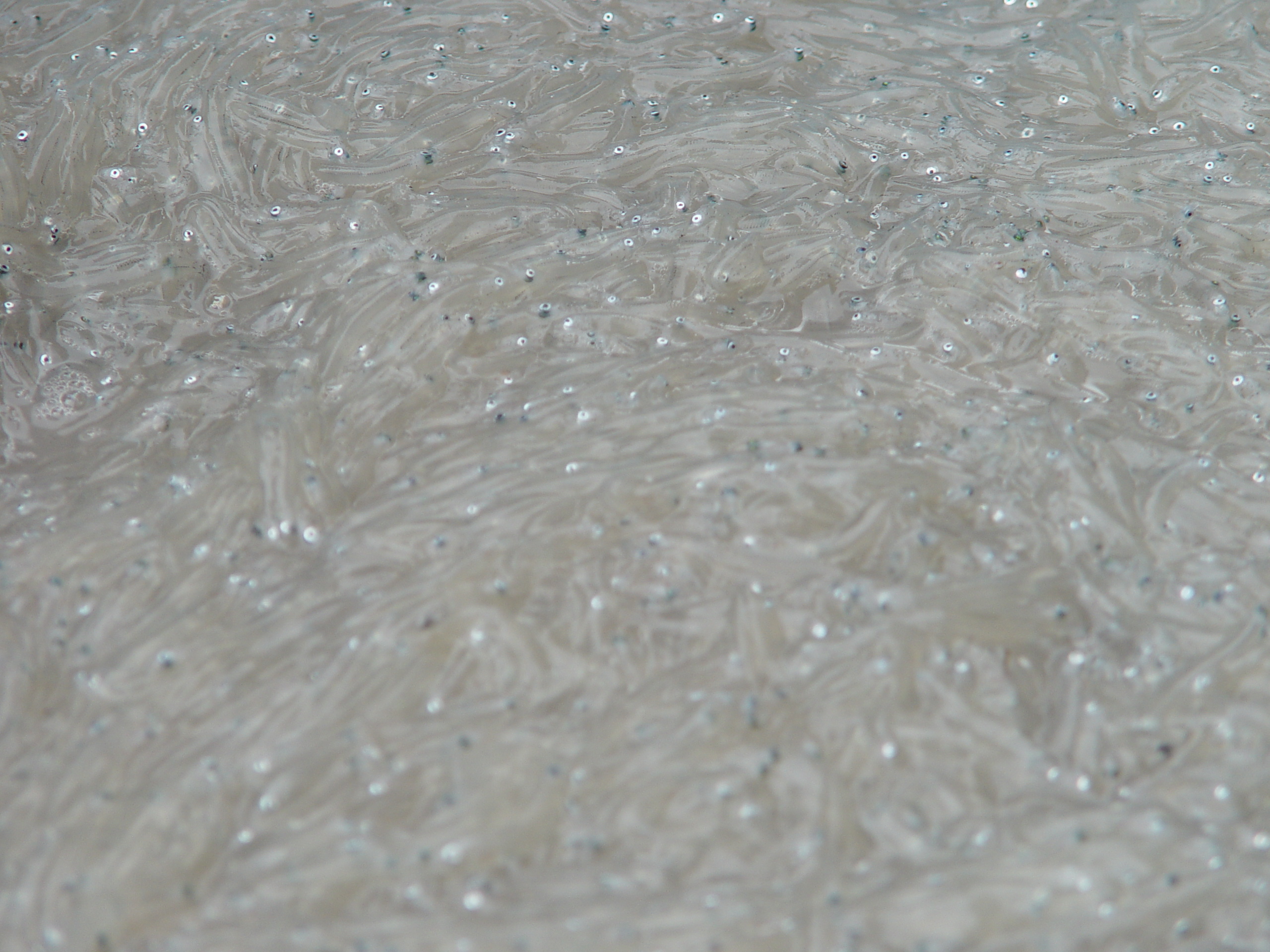
シセニエッリ

ナポリ料理はティレニア海の大量のあらゆる種類の海鮮料理を常に使ってきた。ジョンソン博士の友人へスター・スレールは、「帝国の豪勢な美味であるイカや墨を吐く魚と比べて私がこれまでに食べた中で最も素晴らしく最も類い稀で際だって高い風味のある魚（タイセイヨウサバのように大きなヒメジ）」に熱狂していた。フェルディナンド・ガリアーニがパリ駐在のナポリ大使付の書記官として送られた1759年、普段の食事に悲嘆し、「果物がなく、チーズがなく、良い海鮮料理がない、ここの全てがナポリ気質にとって侵害になっている」ことに気付いた。調理にはズッパを調理するのに使う魚のように余り高くない魚特にカタクチイワシ科などの魚（現在養殖場から主に売られているスピゴラ（ヨーロピアンシーバス）やオラテ（ヨーロッパヘダイ）あるいはデンティチェ（ヨーロッパキダイ）やサラゴ（ディプロドゥスサルガスサルガス）、ペッツォーニャ（パジェッルスセントロドントゥス）のようなスコルファノ（フサカサゴ属スクロファ）やトラチナ（グレーターウィーヴァー）クオッチオ（トリリアランテルナ）または中程度から大きな魚）を使う。非常に小さな魚も使われる。
- チチニエッリ（赤ん坊の魚）：非常に小さく透明で、蒸すか練り粉で揚げて調理する。
- フラヴァリオ：数センチメートルで、主にトリリア（ニシアカヒメジ（英語版））やレトゥンニ（スピカラスマリス（英語版））の魚で、主として揚げる。

北欧の海から輸入した乾燥し塩漬けしたタラや天日干ししたタラは、揚げたりジャガイモやトマトと料理する。
ほとんどの頭足類（タコ、イカ、コウイカ目）は、甲殻類（主にエビ）同様に利用されている。